# Rocket Ships Fly
Rocket Ships Fly je drugi studijski album slovenskega indie rock glasbenika Samuela Bluesa, izdan 15. septembra 2015 na njegovem YouTube kanalu.

## Seznam pesmi
Vse pesmi je napisal Samuel Blues.
| Št.             | Naslov                | Dolžina |
| --------------- | --------------------- | ------- |
| 1.              | „Oleee‟               | 2:45    |
| 2.              | „Babe‟                | 2:43    |
| 3.              | „Spooky‟              | 3:28    |
| 4.              | „My Favourite Island‟ | 4:10    |
| 5.              | „Jesenice‟            | 3:17    |
| 6.              | „Tough Luck‟          | 3:31    |
| 7.              | „Submarine Machine‟   | 3:19    |
| 8.              | „Sunscreen‟           | 3:50    |
| 9.              | „April Fools‟         | 3:46    |
| 10.             | „Two Elephants‟       | 2:46    |
| 11.             | „Inside Watermelon‟   | 6:01    |
| Skupna dolžina: | Skupna dolžina:       | 38:36   |